# Cuscuzes Apaixonados
Cuscuzes Apaixonados é uma telenovela brasileira de cunho humorístico produzida pelo YouTube e distribuída pelo Galo Frito, de 23 de maio de 2019 a 15 de agosto de 2019, em 13 capítulos. Contou com a colaboração de Letícia Dornelles uma das escritoras da telenovela Por Amor criada por Manoel Carlos. E Felipe Flexa, roteirista do setor de dramaturgia dos Estúdios Globo. Os dois foram responsáveis pelos ganchos característicos de um folhetim comum, além de Tiago Cadore e Juliana Martins como de habitual. Teve a direção de Rodrigo Magal antigo responsável pela direção padrão da produtora de vídeos Porta dos Fundos.
É oficialmente, a primeira telenovela brasileira produzida e apresentada apenas pela internet. Foi gravada nos estúdios do YouTube Space em São Paulo.
Conta com o elenco fixo do Galo Frito, e com a participação de Marcelo Madureira do também humorístico Casseta & Planeta. Além de mesclar 25 atores e criadores do YouTube  em conjunto com o elenco das produtoras Parafernalha e Porta dos Fundos.

## Produção
O projeto foi criado pelo canal Galo Frito, e abraçado pelo YouTube e os criadores.  É um projeto inovador na área e reconhecida como a primeira telenovela produzida e exibida apenas para o YouTube. Vários YouTubers e atores de canais do gênero foram chamados para o projeto gravado em São Paulo.

## História
A trama gira em torno de Gracinha, personagem interpretada por Mederi Corumbá, uma ingênua menina vinda do interior com uma história muito triste, que ao chegar ao Rio de Janeiro é atropelada por Vanderley (Tiago Cadore), empresário bem sucedido e presidente da Império do Cuscuz. É paixão à primeira vista e se inicia nesse momento um caso de amor proibido e várias confusões entre os núcleos.